# Карезанаблот
Карезанаблот (итал. Caresanablot) је насеље у Италији у округу Верчели, региону Пијемонт.
Према процени из 2011. у насељу је живело 1115 становника. Насеље се налази на надморској висини од 133 м.

## Становништво
| 1936. | 1951. | 1961. | 1971. | 1981. | 1991. | 2001. | 2011. |
| ----- | ----- | ----- | ----- | ----- | ----- | ----- | ----- |
| 390   | 374   | 228   | 182   | 543   | 768   | 988   | 1.137 |